# Richard Haldane
Richard Burdon Haldane, 1.º Visconde Haldane, (30 de julho de 1856 - 19 de agosto de 1928) foi um advogado e filósofo britânico e um influente liberal e mais tarde um político trabalhista.

## Carreira
Ele foi Secretário de Estado da Guerra entre 1905 e 1912, período durante o qual as "Reformas Haldane" do Exército Britânico foram implementadas. Como intelectual, era fascinado pelo pensamento alemão. Isso levou ao seu papel na busca de distensão com a Alemanha em 1912 na Missão Haldane. A missão foi um fracasso e as tensões com Berlim forçaram Londres a trabalhar mais de perto com Paris.
Elevado ao pariato como Visconde Haldane em 1911, foi Lorde Chanceler entre 1912 e 1915, quando foi forçado a renunciar devido a alegações de simpatias alemãs. Mais tarde, ele se juntou ao Partido Trabalhista e mais uma vez serviu como Lorde Chanceler em 1924 na primeira administração trabalhista. Além de suas carreiras jurídicas e políticas, Haldane também foi um influente escritor em filosofia, em reconhecimento do qual foi eleito membro da Academia Britânica em 1914.

## Escritos
Haldane co-traduziu a primeira edição em inglês de The World as Will and Representation, de Schopenhauer, publicada entre 1883 e 1886. Ele escreveu várias obras filosóficas, a mais conhecida das quais é The Reign of Relativity (1921), que lidou com as implicações filosóficas da teoria da relatividade. Haldane publicou "The Pathway to Reality", baseado nas Gifford Lectures que ele havia proferido na Universidade de St Andrews. Alguns de seus discursos públicos também foram publicados, incluindo The future of democracy (1918).
- The Pathway to Reality. London: John Murray. 1903
- The Pathway to Reality: Stage the Second. New York: E. P. Dutton and Co. 1904
- Army Reform and Other Addresses (1907)
- The Conduct of Life, and Other Addresses. [S.l.]: London. 1914
- Before the War. [S.l.: s.n.] 1920
- The Reign of Relativity. Toronto: Macmillan. 1921
- The philosophy of humanism and of other subjects. Toronto: Macmillan. 1922
- Human Experience: A Study of Its Structure. [S.l.]: E.P. Dutton. 1926
- Papers and photographs of Richard Burdon Haldane, 1st viscount Haldane, and of the Haldane family., National Library of Scotland
- An Autobiography. London: Hodder and Stoughton. 1929. OCLC 771158008. OL 19765733W